# Filmation
Filmation Associates è stata una casa di produzione statunitense la quale ha prodotto serie televisive di animazione durante l'ultima metà del XX secolo. Situata a Reseda, California, fu fondata nel 1963. Durante il periodo che va dagli anni sessanta agli ottanta, gli unici veri "avversari" di Hanna-Barbera Productions nel campo dei cartoni animati per la TV erano la Filmation e DePatie-Freleng Enterprises. I fondatori della Filmation e i principali produttori erano Lou Scheimer e Norm Prescott.

## Origine dell'azienda
Lou Scheimer e Hal Sutherland, principale regista Filmation, si incontrarono presso lo studio Larry Harmon Pictures durante i lavori per dei cartoni animati su Braccio di Ferro per la Bozo Tv. Successivamente Larry Harmon chiuse lo studio. SIB Productions, una casa giapponese con sede in Chicago, negli Stati Uniti, contattò Scheimer e Sutherland per un progetto su una serie animata chiamata Rod Rocket. I due accettarono quest'offerta di lavoro e anche un'altra ordinazione per un progetto pagato dalla Lutheran Church Missouri Synod (Chiesa luterana Sinodo del Missouri), dieci cortometraggi animati basati sulla vita di Cristo. Queste commesse permisero a Scheimer e a Sutherland di finanziare il loro piccolo studio d'animazione in Los Angeles: True Line.
La Paramount Pictures in seguito acquistò la SIB Productions, e lo staff True Line si incrementò, con l'arrivo del disc jockey radiofonico Norm Prescott, che divenne poi co-finanziatore di Scheimer. Prescott aveva già lavorato nel fantascientifico adattamento animato di Pinocchio: Pinocchio in Outer Space, che sarebbe stato poi distribuito da una compagnia belga; Prescott portò con sé anche un progetto nuovo su cui lavorare: Ritorno a Oz, seguito ufficiale animato del film del 1939 Il mago di Oz, prodotto dalla Metro-Goldwyn-Mayer nel 1964, fu registrato dalla Filmation soltanto nel 1971 e pubblicato a partire dal 1972. Sia Rod Rocket che la serie di corti dedicati a Cristo vennero accreditati come Filmation Associates, con la dicitura Production Design in aggiunta alla qualifica di regista per Scheimer e Prescott. Tuttavia True Line non fu ufficialmente cambiato in società Filmation Associates finché la serie Rod Rocket non entrò nel circuito della syndication, in data 1963. La SIB Productions, il cui logo rassomigliava a quello originale della Filmation, divenne poi la Sib-Tower 12 Productions e realizzò, per conto della Metro-Goldwyn-Mayer, la prima serie di Chuck Jones dedicata ai corti di Tom & Jerry, finché non divenne la MGM Animation/Visual Arts, per il rimanente delle sue realizzazioni.
La neonata azienda si occupò prevalentemente, per alcuni anni, di spot pubblicitari per la TV, finché non fu contattata da Fred Silverman, allora direttore amministrativo della CBS, per realizzare un cartone animato basato su Superman, che fu trasmesso dal 1966. A seguire furono realizzati diverse serie basate su eroi DC Comics, e nel 1968, il primo Archie Shows. Queste prime serie contribuirono molto ad incrementare la popolarità della Filmation, che si affermò nel corso degli anni '70.

## Stile dell'animazione
In linea con gli altri produttori del Saturday morning cartoons, la Filmation era più incentrata sulla quantità che non sulla qualità della propria produzione; tuttavia fece numerosi sforzi per innalzare il livello qualitativo della corrente animazione, con delle sceneggiature relativamente ben scritte.
Il migliore esempio di questo processo è forse l'adattamento animato della serie di Star Trek (Star Trek: The Animated Series, 1973), per la cui produzione vennero coinvolti noti scrittori di fantascienza, e doppiati in originale con le voci della serie televisiva classica.
Altri lavori della Filmation particolarmente noti ancora oggi sono: le serie di Flash Gordon (The New Adventures of Flash Gordon, due serie da 16 episodi, del 1979 e del 1981), Albertone (Fat Albert and the Cosby Kids, 1972, una serie prettamente pedagogica, creata da Bill Cosby, che era anche il narratore in diretta), He-Man e i dominatori dell'universo, basata sulla popolare linea ludica della Mattel, il suo spin-off She-Ra e i Ghostbusters. Negli Stati Uniti ebbe un grandissimo successo anche Archie e Sabrina (The Archie Show, 1968) serie basata sui fumetti di Bob Montana, dall'ambientazione studentesca, che diede anche il nome ad un gruppo musicale, gli Archies (che poi arrivarono ai vertici delle classifiche con il brano: "Sugar, Sugar" del 1969).

## Reputazione e critiche
La Filmation ha reputazione di avere sfruttato appieno le tecniche di animazione limitata, creando le sue numerose serie con un'impronta distintiva. L'azienda era solita fare un costante uso del rotoscopio e riutilizzare le stesse pose e gli stessi disegni più e più volte, al punto che lo stile della Filmation divenne immediatamente riconoscibile da tutti, e anche biasimato dai critici e dagli studenti animatori. Lo studio ha fatto parlare di sé anche per la sua costante sfiducia verso le collaborazioni, rifiutandosi sempre di effettuare grosse lavorazioni al di fuori degli Stati Uniti.
La Filmation non si guadagnò soltanto critiche: fu da molti elogiata l'abbondanza di colori e vernice che usava impiegare per gli sfondi (uno dei marchi di fabbrica della Filmation era l'uso frequente di inquadrature statiche della cinepresa, che sfumavano lentamente in uno sfondo dipinto, fino a riempire lo schermo, per poi inserirvi sequenze che fossero o statiche o poco animate). La Filmation fu anche pioniere di nuove tecniche d'animazione, come nella serie di Flash Gordon, dove fu impiegato un effetto marezzato per rappresentare dei campi energetici, insieme ad un nuovo metodo per l'animazione tridimensionale dei veicoli, realizzato filmandone delle piccole miniature bianche orlate di nero su sfondo bianco; il corto realizzato tornava poi utile per disegnare i quadri chiave, dipinti all'epoca a mano, del suo movimento; una tecnica simile è stata poi impiegata anche in He-Man e in She-Ra.

## Passaggi di proprietà e fine dell'azienda
La Filmation Associates è stata proprietà della The TelePrompTer Company dall'inizio degli anni '70, per poi passare alla Westinghouse (attraverso la sua divisione Group W Productions) nel 1982; tuttavia nel 1988 venne acquistata dalla azienda di cosmesi L'Oreal, che chiuse lo studio quanto prima, in data 3 febbraio 1989, concludendone il retaggio. Studenti animatori e fan credettero che lo studio fosse stato chiuso per problemi finanziari. Il primo lungometraggio fu I sogni di Pinocchio, un ipotetico sequel del libro di Carlo Collodi. L'ultima produzione della Filmation fu Biancaneve - e vissero felici e contenti (Happily Ever After), seguito non ufficiale della storia di Biancaneve, distribuito nel 1993; furono lasciate incompiute invece due nuove serie televisive: Bugzburg e Bravo (uno spin-off di BraveStarr).
Da quel momento la maggior parte del catalogo Filmation è divenuto di proprietà della Hallmark Cards, attraverso la società consociata Hallmark Entertainment. Tuttavia una parte dei disegni animati Filmation era realizzata con personaggi autorizzati, sicché alcune serie sono rimaste sotto il diretto controllo delle aziende licenziatarie, come Paramount e Warner Bros.
In seguito, nel marzo 2004, il catalogo Hallmark è stato venduto alla inglese Entertainment Rights. Quest'ultima ha rivelato che la conversione nel formato digitale, operato dalla Hallmarks negli anni '90 su tutto il suo catalogo, è stato eseguito soltanto per il formato PAL, scartando evidentemente le pellicole originali in NTSC. Questo perché con ogni probabilità la Hallmarks prevedeva, incomprensibilmente, la distribuzione delle serie Filmation soltanto al di fuori degli Stati Uniti.
Ne è derivato che molte delle pubblicazioni in DVD della Entertainment Rights sono basate sulla versione internazionale, con la stampa in versione PAL. Poiché venne impiegata la versione PAL senza correzioni, queste pubblicazioni mostrano, agli occhi degli statunitensi, il cosiddetto: "PAL speedup", un effetto per il quale la traccia sonora è in anticipo del 4% e presenta un'intonazione più acuta di mezzo tono rispetto alla traccia audio originale (per maggiori spiegazioni si rimanda alle voci PAL e Telecinema). Fanno eccezione quattro titoli del catalogo Entertainment Rights: Groovie Goolies (1970), Ark II (1976), e le serie dei "Ghostbusters", animata (1986) e sceneggiato (1975), che vennero digitalizzate impiegando la pellicola originale NTSC, per la loro pubblicazione negli Stati Uniti.

## Lista delle serie prodotte

### Anni ’60
- Superman (1966-1967)
- Journey to the Center of the Earth (1967)
- Fantastic Voyage (1968)
- Aquaman (1968)
- Archie e Sabrina (1968)
- Batman (Batman with Robin the Boy Wonder, 1968-1969)
- The Hardy Boys (1969)

### Anni ’70
- Jerry Lewis Show (Will the Real Jerry Lewis Please Sit Down, 1970)
- Sabrina and the Groovie Goolies (1970)
- Sabrina The Teenage Witch (1971-1974)
- Archie's TV Funnies (1971)
- Albertone (Fat Albert and the Cosby Kids, 1972)
- The Brady Kids (1972-1974)
- Lassie e la squadra di soccorso (Lassie's Rescue Rangers, 1973)
- Star Trek (1973)
- My Favorite Martians (1973)
- Mission: Magic (1973)
- The U.S. of Archie (1974)
- L'isola delle 1.000 avventure (The New Adventures of Gilligan, 1974)
- Shazam! (serie TV live-action) (1974)
- Waldo Kitty (1975)
- The Secret of Isis (serie TV live-action) (1975)
- The Ghost Busters (serie TV live-action) (1975)
- Uncle Croc's Block (1975)
- Tarzan il signore della jungla (Tarzan, Lord of the Jungle, 1976-1979)
- Ark II (serie TV live-action) (1976)
- Le nuove avventure di Batman (1977)
- Space Academy (serie TV live-action) (1977)
- Space Sentinels (1977)
- Tarzan and the Super 7 (1978)
- Fabulous Funnies (1978)
- Mighty Mouse, Heckle & Jeckle, & Quackula Adventure Hour (1979)
- Jason of Star Command (live-action TV series) (1979)
- Flash Gordon (1979-1981)
- Brown Hornet (The Brown Hornet, singolo segmento di Albertone, 1979)

### Anni ’80
- Tom & Jerry Comedy Show (1980)
- Lone Ranger (1980)
- Sport Billy (1980)
- Le nuove avventure di Zorro (The New Adventures of Zorro 1981)
- Blackstar (1981)
- Hero High - Scuola di eroi (Hero High, 1981)
- Kid Superpower Hour with Shazam! (1981)
- Il pianeta delle 1.000 avventure (1982)
- He-Man e i dominatori dell'universo (He-Man and the Masters of the Universe, 1983-1985)
- She-Ra, la principessa del potere (1985-1987)
- Ghostbusters (1986-1988)
- BraveStarr (1987-1988)

## Lungometraggi cinematografici
- Ritorno a Oz (Journey Back to Oz 1972)
- Treasure Island (1973)
- Oliver Twist (1973)
- Mighty Mouse in the Great Space Chase (1982)
- Il segreto della spada (The Secret of the Sword 1985)
- I sogni di Pinocchio (Pinocchio and the Emperor of the Night 1987)
- BraveStarr: The Movie (1988)
- Biancaneve - E vissero felici e contenti (Happily Ever After 1989)